# 和兴镇 (遂平县)
和兴镇，是中华人民共和国河南省驻马店市遂平县下辖的一个乡镇级行政单位。

## 行政区划
和兴镇下辖以下地区：
和兴村、大牛村、程台村、恒兴村、后楼村、金刘村、刘店村、刘桥村、藕花村、魏楼村、吴阁村、席庄村、张庄村、赵陈村、赵庄村、钟庄村、张店村、青石桥村、大刘庄村、火龙庙村、李屯村、李庄村、孙庄村和草庙村。